# Šamil' Sabirov
Šamil' Altaevič Sabirov (in russo Шамиль Алтаевич Сабиров?; Karpinsk, 4 aprile 1959) è un ex pugile sovietico, dal 1991 russo, che ha vinto la medaglia d'oro alle Olimpiadi di Mosca 1980 nei pesi minimosca.

## Palmarès

### Olimpiadi
- 1 medaglia:
  - 1 oro (Mosca 1980 nei pesi mosca leggeri)

### Europei dilettanti
- 2 medaglie:
  - 1 oro (Colonia 1979 nei pesi mosca leggeri)
  - 1 bronzo (Tampere 1981 nei pesi mosca leggeri)